# Lasiocercis bigibboides
Lasiocercis bigibboides là một loài bọ cánh cứng trong họ Cerambycidae.